# Atlantic-Airlines-Flug 870
Der Atlantic-Airlines-Flug 870 war ein internationaler Linienflug der guatemaltekischen Fluggesellschaft Atlantic Airlines von Guatemala-Stadt nach San Pedro Sula in Honduras. Am 18. September 2001 verunfallte auf diesem Flug eine Let L-410UVP-E, wobei acht Menschen an Bord ums Leben kamen.

## Flugzeug
Bei der betroffenen Maschine handelte es sich um eine Let L-410UVP-E aus tschechoslowakischer Produktion. Die L-410 hatte sich in einer Ausschreibung des Rates für gegenseitige Wirtschaftshilfe (RGW) gegen die sowjetische Berijew Be-32 durchgesetzt und kam daher bei Fluggesellschaften aus fast allen Mitgliedsländern des RGW zum Einsatz.  Die Maschine trug die Werksnummer 861704 und die Modellseriennummer 17-04. Die Maschine wurde im Mai 1986 an die Luftstreitkräfte der Sowjetunion erstausgeliefert, wo sie mit dem Luftfahrzeugkennzeichen CCCP-67584 in Betrieb ging. Nach dem Zusammenbruch der Sowjetunion erhielt die Maschine im Jahr 1994 das neue Kennzeichen RA-67584, mit dem sie fortan bei den Russischen Luftstreitkräften in Betrieb war. Im Oktober 1996 übernahm die Aztec Capital Group die Maschine und ließ diese mit dem US-amerikanischen Kennzeichen N5957L zu. Im Oktober 1997 ging die Maschine erstmals mit dem nicaraguanischen Kennzeichen YN-CFE bei der Atlantic Airlines in Betrieb, im November 1998 wurde sie dann auf das guatemaltekische Kennzeichen TG-CFE umregistriert. Ab dem 25. November 1998 war die Maschine an die ebenfalls guatemaltekische Tikal Jets Airlines verleast und kehrte im März 2000 wieder in die Flotte der Atlantic Airlines zurück. Das zweimotorige Regionalverkehrsflugzeug war mit zwei Turboprop-Triebwerken des Typs Walter M601E ausgestattet. Bis zum Zeitpunkt des Unfalls hatte die Maschine eine Gesamtbetriebsleistung von 2.467 Betriebsstunden absolviert, die auf 4.001 Starts und Landungen entfielen.

## Passagiere und Besatzung
Den Flug von Guatemala-Stadt nach San Pedro Sula in Honduras hatten elf Passagiere angetreten. Es befand sich eine zweiköpfige Besatzung an Bord der Maschine, bestehend aus einem Flugkapitän und einem Ersten Offizier. Auf dem Flug waren keine Flugbegleiter vorgesehen.

## Unfallhergang
Die Piloten erhielten die Freigabe zum Start von Bahn 01 des Flughafens La Aurora in Guatemala-Stadt. Die Maschine stieg nach dem Start auf eine Höhe von etwa 200 Fuß, als sie plötzlich nach rechts und dann wieder nach links rollte. Kurz darauf kam es zum Strömungsabriss und die Maschine stürzte zu Boden.

## Ursache
Es stellte sich heraus, dass die Verteilung der Passagiere in der Kabine und damit des Gewichts fehlerhaft war. Dies führte dazu, dass der Schwerpunkt außerhalb des Toleranzbereichs lag, sodass die Maschine beim Start unkontrollierbar wurde. Darüber hinaus war der Erste Offizier der Maschine überhaupt nicht im Besitz einer Musterberechtigung für den Flugzeugtyp Let L-410.